# La Neuvelle-lès-Lure
La Neuvelle-lès-Lure ist eine Gemeinde im französischen Département Haute-Saône in der Region Bourgogne-Franche-Comté.

## Geographie
La Neuvelle-lès-Lure liegt auf einer Höhe von 315 Metern über dem Meeresspiegel, 6 Kilometer nordöstlich von Lure und etwa 32 Kilometer ostnordöstlich der Stadt Vesoul (Luftlinie). Das Dorf erstreckt sich im östlichen Teil des Departements, in der Ebene von Lure beidseits des Ognon, nahe dem Südwestfuß der Vogesen.
Die Fläche des 4,88 Quadratkilometer großen Gemeindegebiets umfasst einen Abschnitt der Ebene von Lure. Die Schwemmebene am Rand der Vogesen liegt durchschnittlich auf 310 Meter. Sie wird vom Flusslauf des Ognon durchzogen, der mit mehreren Windungen durch eine ehemals sumpfige Niederung nach Südsüdwesten fließt. Die Talebene wird überwiegend landwirtschaftlich genutzt. Westlich des Ognon reicht der Gemeindeboden bis an den Rand der Terrasse von Saint-Germain. Mit 336 Meter wird auf der Flur Le Bourset ganz im Norden die höchste Erhebung von La Neuvelle-lès-Lure erreicht. Das Gebiet besteht aus Sand- und Kiessedimenten, die während des Pleistozäns im Vorfeld der Vogesengletscher abgelagert wurden. Mit einem schmalen Streifen erstreckt sich das Gemeindeareal südwärts bis an den Waldrand des Grand Bois und umfasst dabei den Großteil der Pistenanlagen des ehemaligen Flugplatzes Lure-Malbouhans. Das Gelände wird derzeit einer neuen Nutzung zugeführt.
Nachbargemeinden von La Neuvelle-lès-Lure sind Montessaux im Norden, Saint-Barthélemy und Malbouhans im Osten, La Côte und Roye im Süden sowie Froideterre und Saint-Germain im Westen.

## Geschichte
Überreste des römischen Verkehrsweges, der von Luxeuil nach Mandeure führte, und einer Brücke über den Ognon weisen auf eine sehr frühe Besiedlung des Gebietes hin. Im Weiteren wurden Silbermünzen und die Fundamente eines gallorömischen Anwesens entdeckt. Erstmals urkundlich erwähnt wird Neuvelle im Jahr 1209 unter dem Namen Nova villa, was so viel bedeutet wie neues Dorf. Aus späterer Zeit ist die Bezeichnung Novale überliefert. Im Mittelalter gehörte das Dorf zur Freigrafschaft Burgund und darin zum Gebiet des Bailliage d’Amont. Die lokale Herrschaft hatten die Herren von Faucogney inne, die 1209 dem Kloster Bithaine eine Mühle in Neuvelle überließen. Zusammen mit der Franche-Comté gelangte der Ort mit dem Frieden von Nimwegen 1678 definitiv an Frankreich. Heute ist La Neuvelle-lès-Lure Mitglied des 22 Ortschaften umfassenden Gemeindeverbandes Communauté de communes du Pays de Lure. La Neuvelle-lès-Lure besitzt keine eigene Kirche, es gehört zur Pfarrei Saint-Germain.

## Sehenswürdigkeiten
Zu den Sehenswürdigkeiten zählen zwei Oratorien aus Buntsandstein. Eines davon beherbergt eine Statue des heiligen Antonius (16. Jahrhundert).

## Bevölkerung
| Jahr                       | 1962 | 1968 | 1975 | 1982 | 1990 | 1999 | 2006 |
| Einwohner                  | 253  | 242  | 249  | 257  | 254  | 280  | 324  |
| Quellen: Cassini und INSEE |      |      |      |      |      |      |      |

Mit 304 Einwohnern (1. Januar 2022) gehört La Neuvelle-lès-Lure zu den kleineren Gemeinden des Département Haute-Saône. Nachdem die Einwohnerzahl in der ersten Hälfte des 20. Jahrhunderts deutlich abgenommen hatte (1881 wurden noch 451 Personen gezählt), wurde seit Beginn der 1990er Jahre wieder ein Bevölkerungswachstum verzeichnet.

## Wirtschaft und Infrastruktur
La Neuvelle-lès-Lure war bis weit ins 20. Jahrhundert hinein ein vorwiegend durch die Landwirtschaft (Ackerbau, Obstbau und Viehzucht) geprägtes Dorf. Heute gibt es einige Betriebe des lokalen Kleingewerbes. In den letzten Jahrzehnten hat sich das Dorf zu einer Wohngemeinde gewandelt. Viele Erwerbstätige sind deshalb Wegpendler, die in den größeren Ortschaften der Umgebung ihrer Arbeit nachgehen.
Die Ortschaft liegt abseits der größeren Durchgangsachsen an einer Departementsstraße, die von Saint-Germain nach Malbouhans führt. Weitere Straßenverbindungen bestehen mit Froideterre und Montessaux.